# Data Records
Data Records is een Brits platenlabel gevestigd in Londen. Het is een dochteronderneming van Ministry of Sound.

## Records

### Albums
| Album                  | Artiest  |
| ---------------------- | -------- |
| Won't Go Quietly       | Example  |
| Playing in the Shadows | Example  |
| Kryptonite             | DJ Fresh |
| Heaven                 | DJ Sammy |

### Singles
| Single                                     | Artiest        |
| ------------------------------------------ | -------------- |
| Destination Calabria                       | Alex Gaudino   |
| I'm in Love (I Wanna Do It)                | Alex Gaudino   |
| What a Feeling (ft. Kelly Rowland)         | Alex Gaudino   |
| Take over control                          | Afrojack       |
| Satisfaction                               | Benny Benassi  |
| Somebody's Watching Me                     | Beatfreakz     |
| Super Freak                                | Beatfreakz     |
| Gold Dust                                  | DJ Fresh       |
| Lassitude (ft. Sigma & KoKo)               | DJ Fresh       |
| Hypercaine (ft. Stamina and KoKo)          | DJ Fresh       |
| Heaven                                     | DJ Sammy       |
| The Boys of Summer                         | DJ Sammy       |
| Why                                        | DJ Sammy       |
| Sunlight                                   | DJ Sammy       |
| Put Your Hands Up 4 Detroit                | Fedde le Grand |
| Call on Me                                 | Eric Prydz     |
| Watch the Sun Come Up                      | Example        |
| Won't Go Quietly                           | Example        |
| Kickstarts                                 | Example        |
| Last Ones Standing                         | Example        |
| Two Lives                                  | Example        |
| Changed the Way You Kiss Me                | Example        |
| Stay Awake                                 | Example        |
| Day 'n' Nite (Crookers Remix)              | Kid Cudi       |
| Make A Move On Me (ft. Taka Boom)          | Joey Negro     |
| I See Girls                                | Studio B       |
| Rhythm Is a Dancer (2003 re-release)       | Snap!          |
| Animal Storm                               | Storm          |
| Time to Burn                               | Storm          |
| 2gether (ft. Far East Movement)            | Roger Sanchez  |
| Badman Riddim (Jump) (ft. Foreign Beggars) | Vato Gonzalez  |
| On My Own                                  | Yasmin         |
| Finish Line                                | Yasmin         |